# Bryum albopulvinatum
Bryum albopulvinatum är en bladmossart som beskrevs av C. Müller 1886. Bryum albopulvinatum ingår i släktet bryummossor, och familjen Bryaceae. Inga underarter finns listade i Catalogue of Life.